# Alexander R. Lawton
Alexander Robert Lawton (Contea di Beaufort, 5 novembre 1818 – Clifton Springs, 2 luglio 1896) è stato un generale e diplomatico statunitense, quartiermastro generale degli Stati Confederati d'America durante la seconda metà della guerra di secessione e in seguito ambasciatore statunitense in Austria-Ungheria.

## Biografia

### Origini
Nacque in Carolina del Sud nel 1818, quinto degli undici figli di Alexander J. Lawton e Martha Mosse.
Si laureò a West Point nel 1839 ed entrò a far parte dell'esercito come secondo tenente, ma appena un anno dopo decise di dimettersi per studiare legge ad Harvard. Laureato nel 1842, si trasferì a Savannah e divenne un influente politico locale della Georgia.

### Guerra di secessione

#### Comandi
Allo scoppio della guerra di secessione americana si arruolò volontario nella milizia georgiana, divenendone colonnello. All'inizio del 1861 si impossessò senza colpo ferire di Fort Pulaski e, per questo, il 13 aprile successivo venne promosso brigadier generale.
Divenuto sottoposto di Stonewall Jackson, lo seguì in tutte le principali campagne dell'inizio della guerra, guidando una brigata e distinguendosi in combattimento varie volte. Il 17 settembre 1862, durante la battaglia di Antietam, venne ferito gravemente e dovette ritirarsi per diversi mesi al fine di guarire.

#### Quartiermastro generale
Un anno più tardi il presidente confederato Jefferson Davis lo nominò quartiermastro generale dell'esercito confederato in sostituzione di Abraham C. Myers, accusato di incompetenza. La rimozione di Myers avvenne in maniera probabilmente illegale e per un certo tempo egli riuscì ad opporsi alla sostituzione, che tuttavia venne presto confermata dal Congresso sudista, rendendo così Lawton il secondo quartiermastro confederato.
Nonostante fosse un uomo capace, Lawton, esattamente come Myers prima di lui, dovette affrontare i problemi cronici del Sud degli Stati Uniti: economia povera, scarsi rifornimenti, trasporti antiquati e poco sviluppati e infine un dollaro confederato quasi senza valore.

### Diplomatico
Dopo la fine della guerra tornò a Savannah e si rimise in politica, venendo sconfitto alle elezioni senatoriali del 1880. Riguadagnata comunque la fiducia dell'amministrazione di Washington, nel 1887 il presidente Grover Cleveland lo nominò ambasciatore statunitense nell'Impero austro-ungarico. Mantenne la carica fino al 1889, quando il nuovo presidente Benjamin Harrison lo fece richiamare in patria.
Morì nel 1896.